# Otis Taylor
Otis Taylor (* 30. července 1948, Chicago, Illinois, USA) je americký bluesový hudebník. V dětství hrál na banjo a později přešel ke kytaře a foukací harmonice. Během první poloviny sedmdesátých let byl členem několika skupin, ale v roce 1977 se rozhodl ukončit hudební kariéru. Vrátil se v roce 1995. V letech 2007 až 2009 hrál jako předskokan na koncertech kytaristy Garyho Moorea a rovněž hrál jako host na jeho albu Bad for You Baby.

## Diskografie
- Blue-Eyed Monster (1996)
- When Negroes Walked the Earth (1997)
- White African (2001)
- Respect the Dead (2002)
- Truth Is Not Fiction (2003)
- Double V (2004)
- Below the Fold (2005)
- Definition of a Circle (2007)
- Recapturing the Banjo (2008)
- Pentatonic Wars and Love Songs (2009)
- Clovis People, Vol. 3 (2010)
- Contraband (2012)
- My World Is Gone (2013)
- Hey Joe Opus Red Meat (2015)